# New industrial cell encapsulation
New industrial cell encapsulation (NICE) ist ein neues Verfahren zur Einkapselung von Solarzellen.
Hierbei wird auf die bislang gängigen Kunststofffolien EVA und Tedlar sowie die Verlötung der Solarzellen verzichtet. Stattdessen wird der Verbund ähnlich wie eine Isolierglasscheibe aufgebaut und mit Edelgas gefüllt. Die Lötverbinder und Solarzellen werden während der Fertigung mit Klebstoff fixiert. Die Gläser werden aber derart aneinander gepresst, dass der Druck für die sicheren elektrischen Kontakte und die Fixierung der Solarzellen und Lötverbinder sorgt.